# Rudolf Friedrich Le Maistre

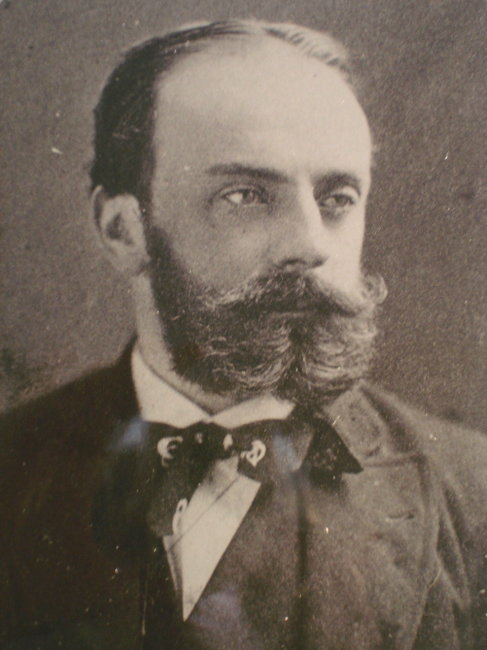
Rudolph Le Maistre

Rudolf Friedrich Le Maistre (* 10. Februar 1835 in Dresden; † 1. April 1903 ebenda) war ein zunächst sächsischer, dann kaiserlich-deutscher Diplomat.

## Herkunft
Seine Eltern waren Johann Friedrich Le Maistre (1790–1874) und dessen Ehefrau Elisabeth Helene Benecke, geborene von Gröditzberg (* 1810).

## Leben
Rudolph Le Maistre war Geheimer Legationsrat. Am 5. März 1869 ernannte König Friedrich Wilhelm IV. den königlich sächsischen Legationsrat Rudolph Friedrich Le Maistre zum Ministerresidenten des Norddeutschen Bundes bei den Regierungen des Argentinischen Bundes und der Republik Uruguay. Le Maistre legte seinen Akkreditierungsbrief am 5. März 1869 bei der Regierung von Domingo Faustino Sarmiento in Argentinien und am 22. März 1869 bei der Regierung von Lorenzo Batlle y Grau in Uruguay vor.
Im Jahr 1882 war Le Maistre außerordentlicher Gesandter und bevollmächtigter Minister von Wilhelm I. bei König Peter II. von Brasilien und schloss einen Konsularvertrag ab.
Abweichend von Reichskanzler Otto von Bismarcks Außenpolitik eines saturierten Deutschen Reichs spekulierte Le Maistre:

„aus Südbrasilien, und namentlich aus der Provinz Rio Grande do Sul allmählich ein deutsches Territorium, ein brasilianisches Neudeutschland, das bei dem zu erwartenden Auseinanderfall des brasilianischen Reiches dann naturgemäß zu Deutschland heimfallen würde, von demselben als bereits fertige Kolonie nur einfach würde eingezogen werden können“

Le Maistre verstarb 1903 in Dresden und wurde auf dem Trinitatisfriedhof beigesetzt.

## Ehrungen
- Roter Adlerorden II. Klasse mit Eichenlaub,
- Komtur des Verdienstordens vom Hl. Michael,
- Komtur II. Klasse des Friedrichs-Ordens,
- Komtur I. Klasse des Herzoglich Sachsen-Ernestinischen Hausordens,
- Offizier des belgischen Leopold-Ordens,
- Russischer Orden der Heiligen Anna II. Klasse,
- Großoffizier des Ordens der Krone von Italien.